# Tillandsia 'Black Feather'
Tillandsia Black Feather es un  cultivar híbrido del género Tillandsia perteneciente a la familia  Bromeliaceae.
Es un híbrido creado en el año 1993 con las especies Tillandsia duratii var. saxatilis × Tillandsia latifolia.